# Termosifão

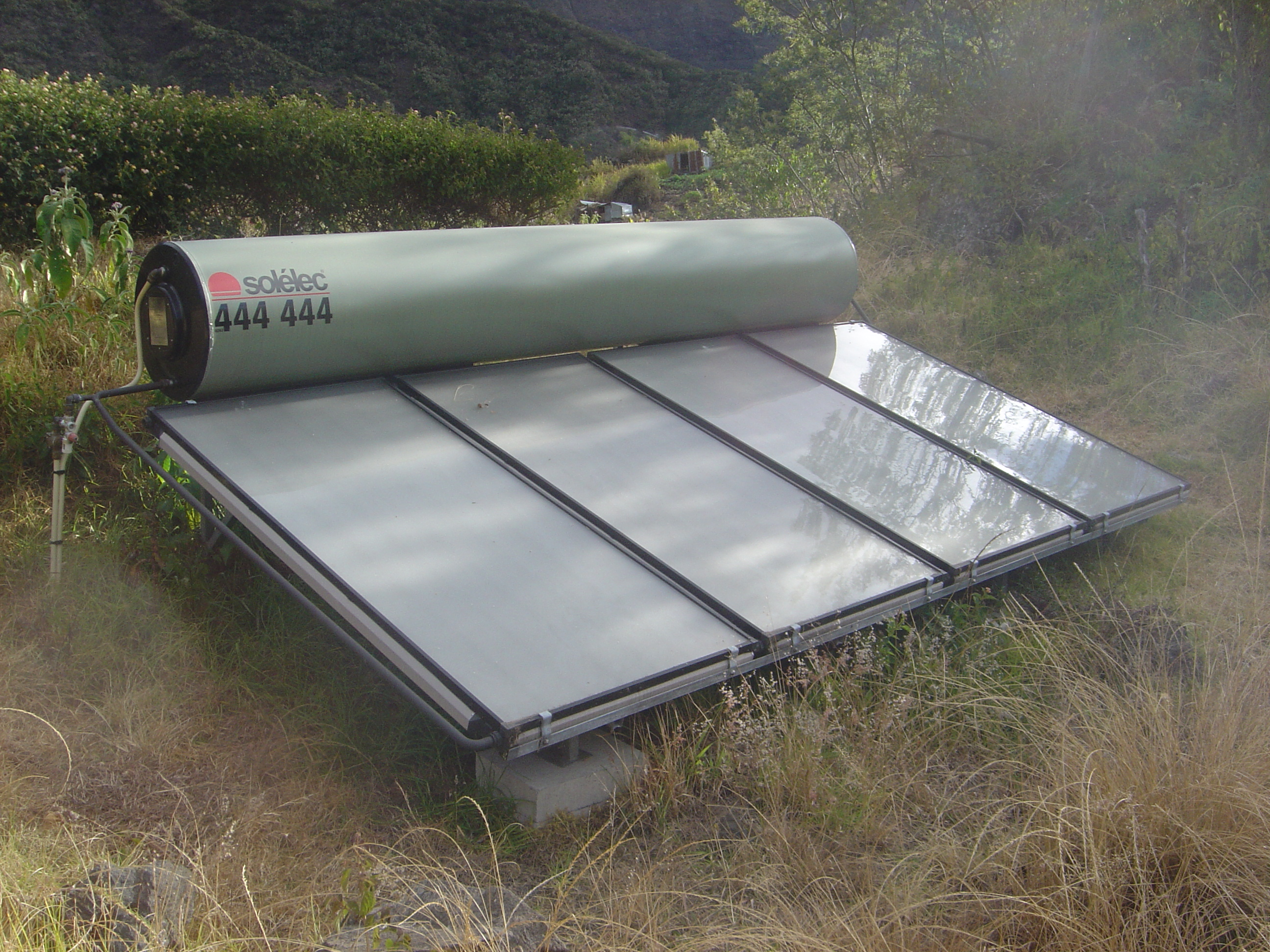
Um painel solar com termossifão.

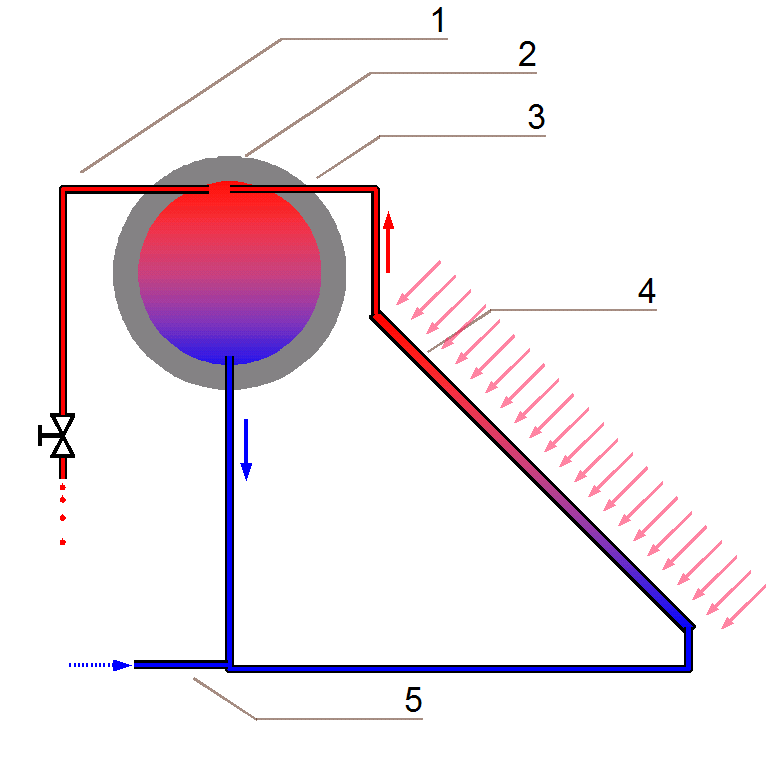
Captador de água com termossifão (esquemático):
1: válvula;
2: depósito hidráulico;
3: entrada de água quente;
4: painel solar térmico;
5: entrada de água fria

Um termossifão é um aparelho cujo funcionamento se explica através das correntes de convecção naturais dos fluidos, em que suas partes quentes tendem a subir, pois tornam-se menos densas. Com isso, as partes frias, mais densas, passam a ocupar a tubulação do painel solar, de onde também sairão quando estiverem suficientemente quentes (e menos densas). Este fenômeno é conhecido como sistema de circulação natural, aplicado à produção de água quente mediante captadores solares. O efeito de termossifão também é utilizado na arquitetura, para movimentar o ar em um recinto.